# Grubiger Wurzelrübling
Grubiger oder Schleimiger Wurzelrübling, Wurzel- oder Wurzelnder Schleimrübling (Hymenopellis radicata, Syn. Xerula radicata, Oudemansiella radicata) ist ein Pilz aus der Familie der Rindenschwammverwandten (Physalacriaceae).

## Merkmale

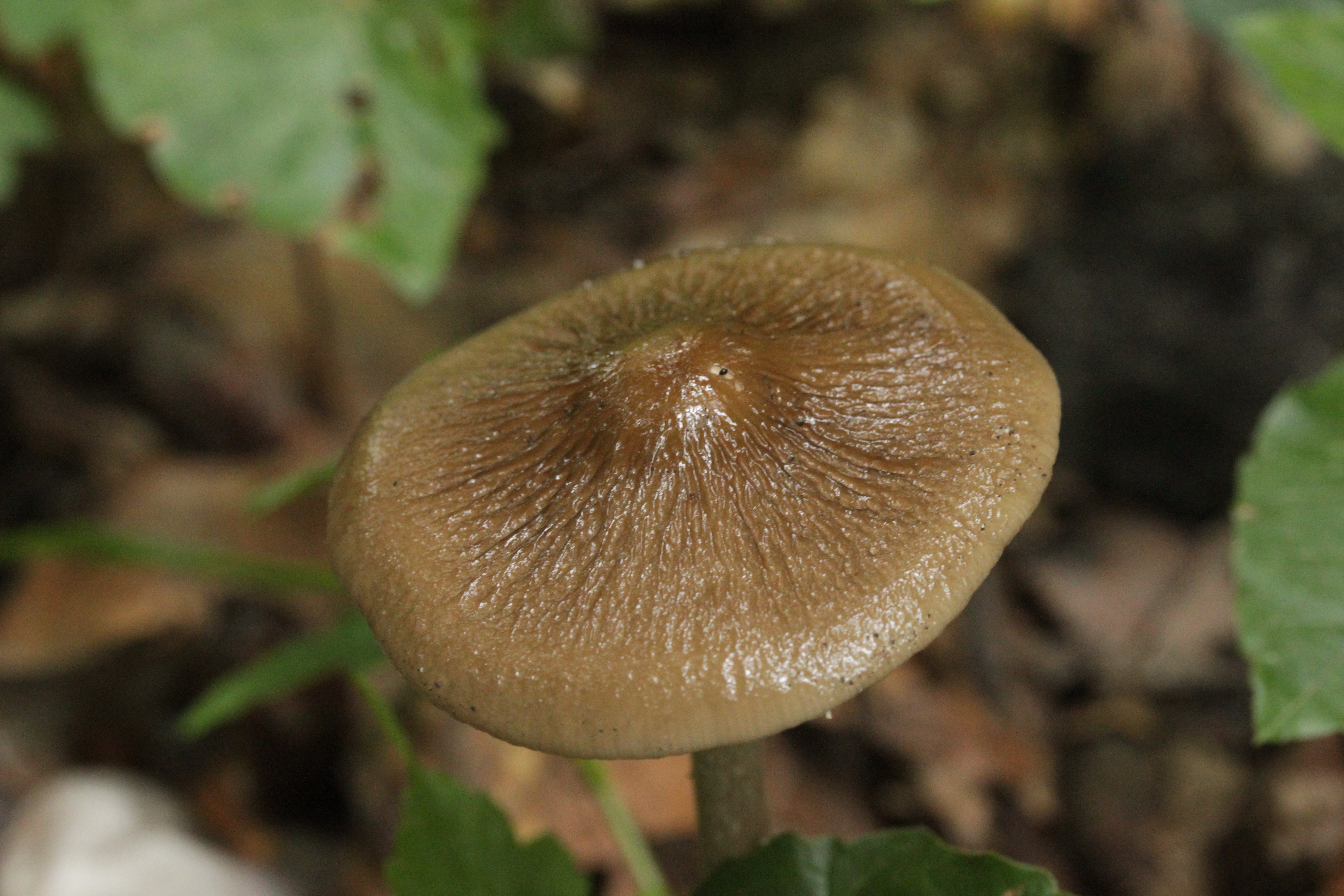
Neben dem wurzelnden Stiel ist der grubige, glatte und bei feuchtem Wetter schmierige Hut typisch.

Der dünnfleischige Hut erreicht 3 bis 8 Zentimeter an Durchmesser, ist jung glockenförmig und wird später bald flach, weist einen manchmal ausgeprägten Buckel auf und ist radial gewellt und gedellt. Die Oberfläche ist trocken matt und sehr hell, feucht schleimig und glänzend und hell gelblichbraun bis ocker- oder haselnussbraun gefärbt.
Die Lamellen sind weiß(lich) und dicklich, stehen entfernt und sind gerade bis ausgebuchtet am Stiel angewachsen. Die Schneiden sind oft dunkler gefärbt.
Der zähe Stiel ist 8 bis 20 Zentimeter lang, 3 bis 10 Millimeter dick, längsfaserig, vollfleischig, später hohl, oft gedreht und wurzelt tief im Substrat. Seine Oberfläche ist kahl, oben weiß, tiefer zunehmend (grau)bräunlicher und die wurzelnde Basis wieder weiß.
Das weiße Fleisch riecht unbedeutend (ohne Geruch oder schwach obstartig) und schmeckt mild bis bitter.
Der Pilz hat kein Velum. Das Sporenpulver ist weiß.
Die Sporen messen 12 bis 18,5 auf 9 bis 12 Mikrometer, sind oval geformt und amyloid. Er hat mittig geschwollene Pleurozystiden mit breit gerundeten Enden. Im Hyphen sind Schnallenverbindungen vorhanden. Sie zeigen mit Jodchemikalien keine Farbreaktion (inamyloid).

## Artabgrenzung
Der grubige, glatte Hut, die schlanke Gestalt und der wurzelnde Stiel sind typisch und machen die häufige Art ziemlich unverwechselbar.
Der Breitblättrige Rübling (Megacollybia platyphylla) hat einen deutlich dickeren Stiel, der nicht tief wurzelt und an dessen Stielbasis zähe weiße, 1 bis 2 Millimeter dicke Rhizomorphen hängen.
Ähnlich ist auch der Buchenwald-Wasserfuß (Hydropus subalpinus). Er bleibt meist kleiner, wurzelt nicht und hat einen dünnen, glasig durchscheinenden Stiel, der beim Durchbrechen einen wässrigen Saft absondert.
Der seltene Braunhaarige Wurzelrübling (Xerula pudens) und der ebenso seltene Schwarzhaarige Wurzelrübling (Oudemansiella melanotricha) unterscheiden sich durch eine samtige Oberfläche durch braune oder schwärzliche Haare auf Hut und Stiel.

## Verbreitung und Ökologie
Die Art ist häufig und wächst als Parasit und Saprophyt auf morschem, totem Laubholz, bevorzugt dem von Rotbuchen, oft scheinbar auf dem Erdboden, wobei der wurzelnde Stiel mit den Baumwurzeln der Wirtsbäume verbunden ist. Sehr selten wird auch Fichte besiedelt.
Sie fruktifiziert von Juni bis Oktober, einzeln oder in kleinen Gruppen.
Sie kommt in Europa und Amerika vor.

## Systematik und Taxonomie
Die offizielle Erstbeschreibung geht auf Richard Relhan zurück, der die Art in einem 1786 erschienenen ersten Ergänzungsteil zu seinem Hauptwerk Flora cantabrigiensis – exhibens plantas agro cantabrigiensi indigenas, secundum systema sexuale digestas als Agaricus radicatus beschrieben hat.
Seitdem wurde die Art in verschiedene Gattungen gestellt, darunter die Schleimrüblinge (Oudemansiella) und die Wurzelrüblinge (Xerula). 2010 wurde die Gattung Hymenipellis aufgestellt, die durch eine aus keuligen Zellen aufgebaute Huthaut gekennzeichnet ist, die sich auch als Basidiolen im Hymenium finden. In Verbindung mit dem lateinischen pellis „Fell, Pelz“ begründet sich so der wissenschaftliche Gattungsname. Der Grubige Wurzelrübling ist die einzige europäische Art der Gattung.

## Nutzung
Die Art ist essbar und wird als Speisepilz genutzt, wobei sie als minderwertig angesehen wird und die Stiele aufgrund der Zähigkeit als nicht genießbar gelten.